# Jan Nedělka
Jan Nedělka (12. března 1913 – ???) byl český a československý politik Komunistické strany Československa a poúnorový poslanec Národního shromáždění ČSR.

## Biografie
V roce 1948 se uvádí jako strojní zámečník a člen ústředního národního výboru, bytem Brno-Líšeň. V polovině 50. let se uvádí jako předseda Krajského národního výboru v Brně.
Po volbách roku 1948 byl zvolen do Národního shromáždění za KSČ ve volebním kraji Brno. Mandát nabyl až dodatečně v prosinci 1952 jako náhradník poté, co rezignoval poslanec Karel Zachara. V parlamentu zasedal do konce funkčního období, tedy do voleb v roce 1954.